# 彼末浩明
彼末 浩明（かのすえ ひろあき、1967年〈昭和42年〉3月17日 - ）は、日本の海上保安官。

## 来歴
高知県出身。海上保安庁入庁後、海上保安大学校を経て、第十一管区海上保安本部警備救難部警備課長、海上保安庁総務部国際・危機管理官付課長補佐、同総務部人事課長補佐、根室海上保安部長、根室港長、第十一管区海上保安本部総務部長、海上保安庁総務部教育訓練管理官、同警備救難部管理課長、第三管区海上保安本部次長などを歴任。
2022年（令和4年）4月1日、海上保安学校長に就任。
2023年（令和5年）7月4日、海上保安庁警備救難部長に就任。
2024年（令和6年）7月1日、海上保安監に就任。翌2025年（令和7年）2月14日にはアデン湾や東南アジア周辺海域における海賊対策のため、海上保安庁の野本英伸警備救難部国際刑事課長らとともにジブチ、マレーシアに派遣され、現地の海上保安機関を訪問し、連携・協力関係の強化を図った。

## 年譜
- 1989年（平成元年）3月 - 海上保安大学校修了[3]
- 2006年（平成18年）4月 - 第十一管区海上保安本部警備救難部警備課長[3]
- 2007年（平成19年）4月 - 海上保安庁警備救難部付／警察庁[3]
- 2009年（平成21年）4月 - 海上保安庁総務部国際・危機管理官付課長補佐[3]
- 2011年（平成23年）4月 - 海上保安庁総務部人事課長補佐[3]
- 2014年（平成26年）4月 - 横浜海上保安部[3]
- 2015年（平成27年）4月 - 根室海上保安部長・根室港長[3]
- 2017年（平成29年）4月 - 第十一管区海上保安本部総務部長[3][4]
- 2018年（平成30年）4月 - 海上保安庁総務部教育訓練管理官[3][5]
- 2020年（令和2年）3月 - 海上保安庁警備救難部管理課長[3][6]
- 2021年（令和3年）10月 - 第三管区海上保安本部次長[3][7]
- 2022年（令和4年）4月 - 海上保安学校長[3][8]
- 2023年（令和5年）7月 - 海上保安庁警備救難部長[9]
- 2024年（令和6年）7月 - 海上保安監[2]

#### リスト
1. ↑  [3][4][5][6][7]